# Радгосп «Чкаловський»
Радгосп «Чкаловський» (рос. Совхоз «Чкаловский») — село в Дзержинському районі Калузької області Російської Федерації.
Населення становить 801 особу. Входить до складу муніципального утворення Село Радгосп Чкаловський.

## Історія
Від 2004 року входить до складу муніципального утворення Село Радгосп Чкаловський.

## Населення
| 2002 | 2010 |
| ---- | ---- |
| 478  | ↗801 |